# Malawi

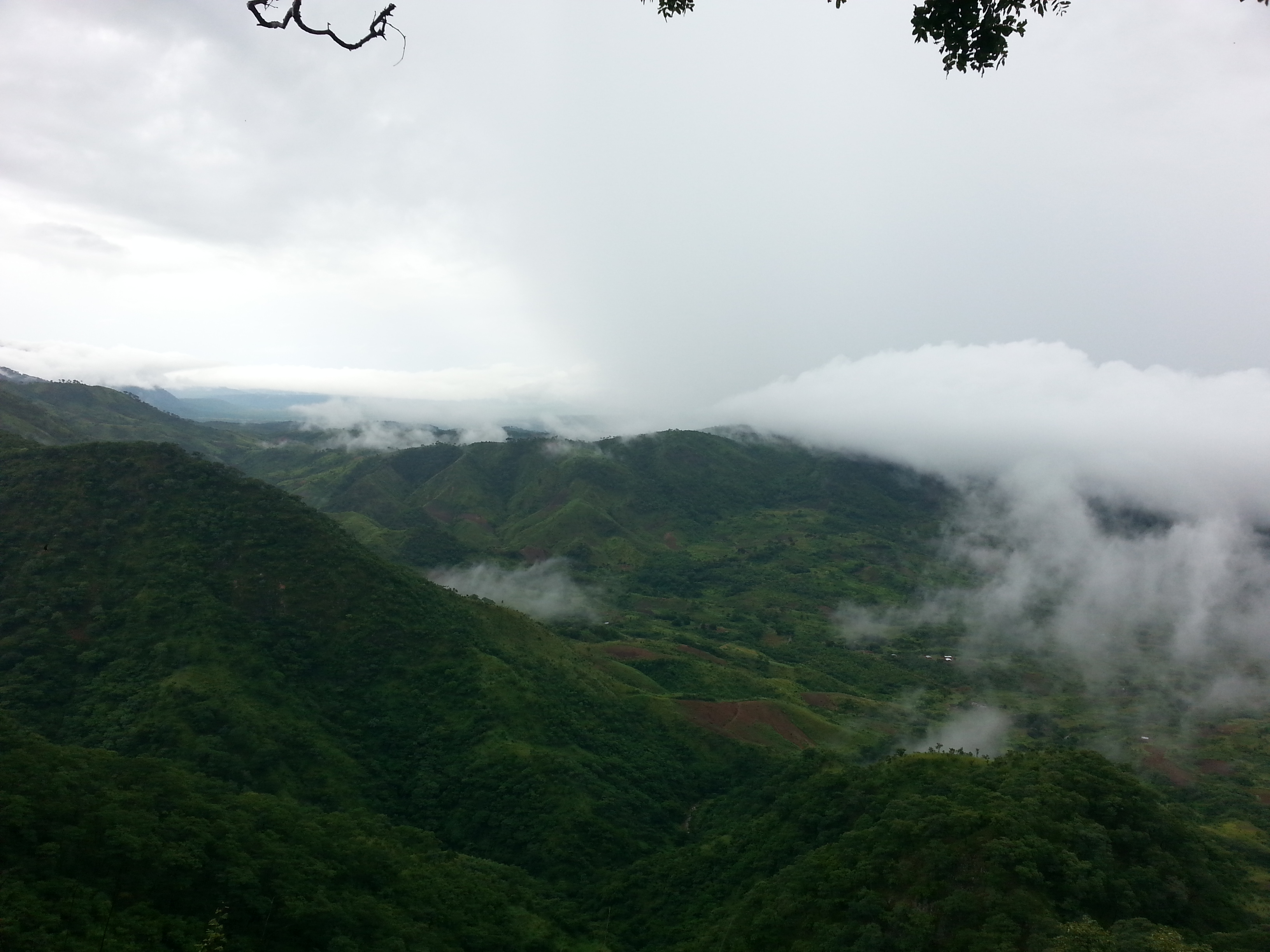
Lasy deszczowe w północnej części Malawi

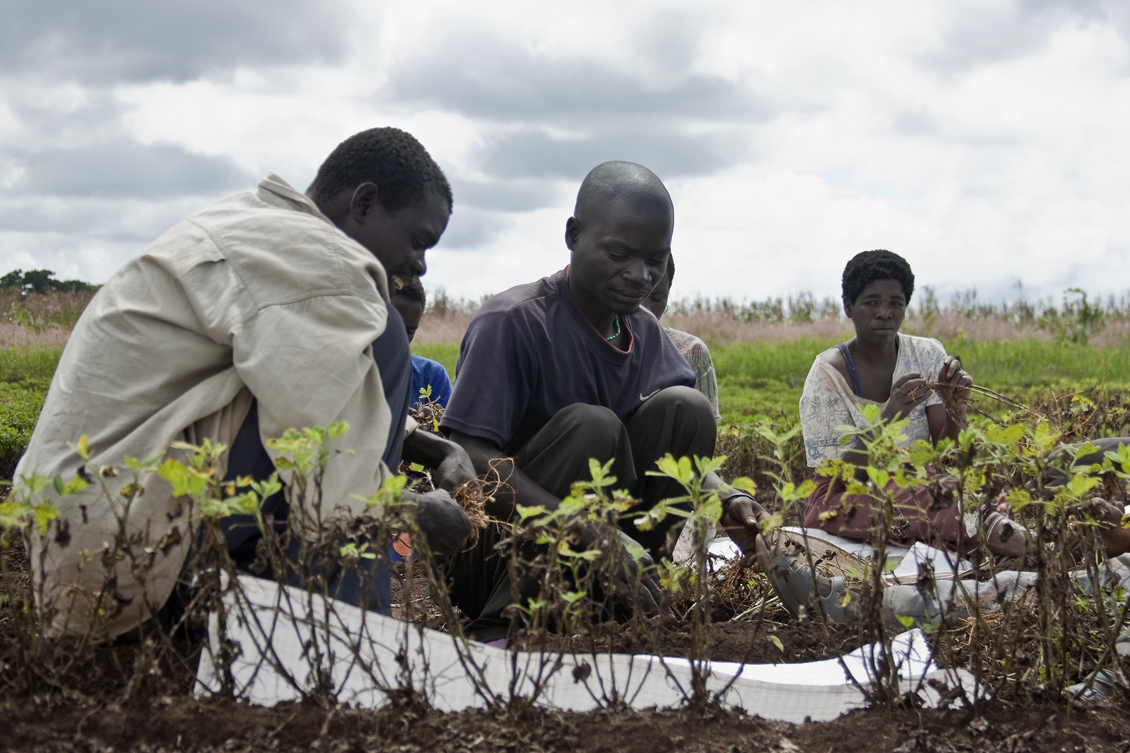
Mieszkańcy Malawi przy zbiorze orzeszków ziemnych

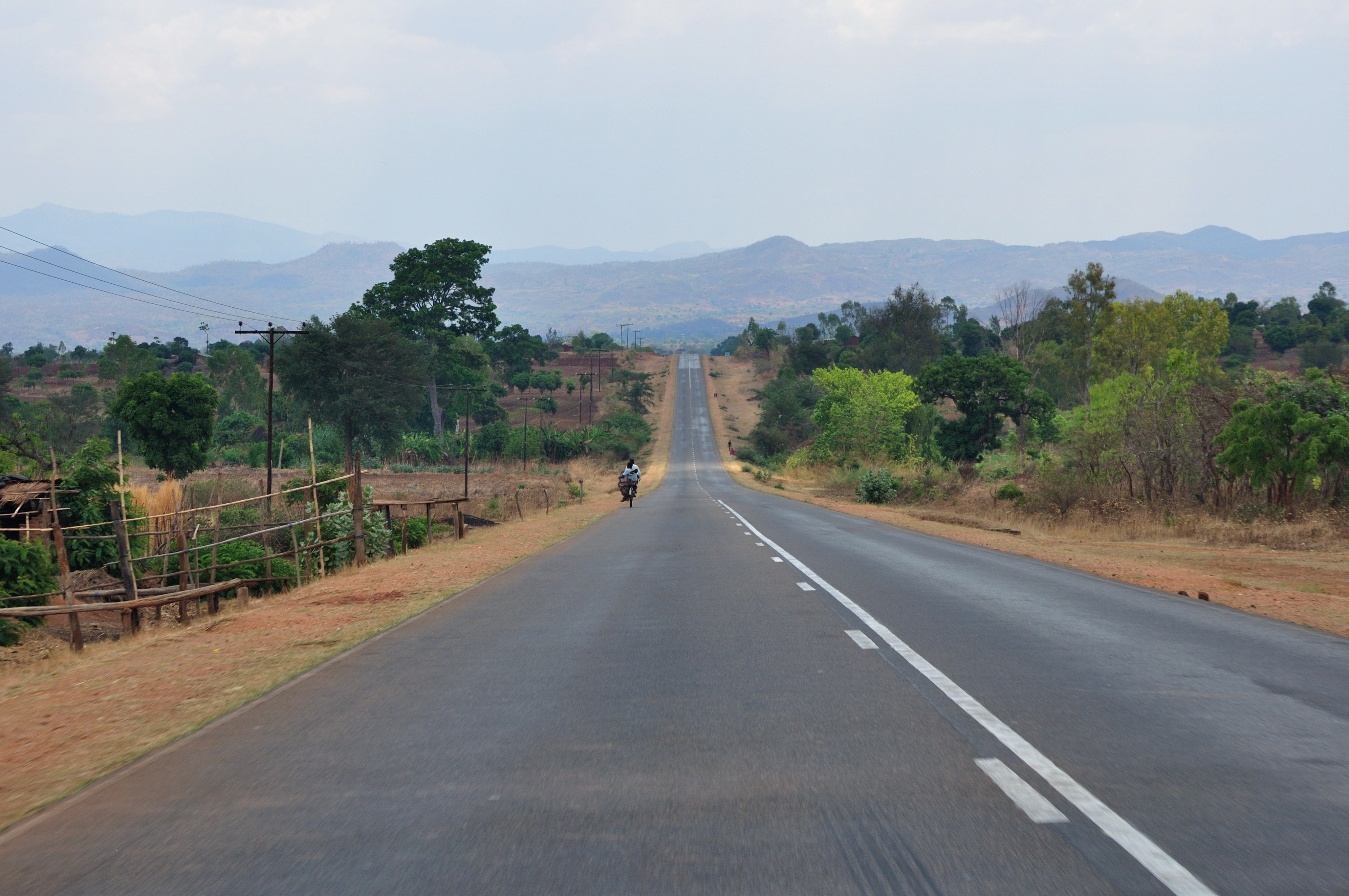
Droga krajowa M1

Malawi, Republika Malawi (ang. Republic of Malawi; czewa Malaŵi, Dziko la Malaŵi) dawniej Niasa – państwo we wschodniej Afryce, bez dostępu do morza. Graniczy z Tanzanią, Mozambikiem i Zambią.

## Ustrój polityczny
Malawi jest republiką wielopartyjną. Prezydent, wybierany w głosowaniu powszechnym na pięcioletnią kadencję, jest jednocześnie szefem rządu, ustalając skład Rady Ministrów. Głównym organem władzy ustawodawczej jest jednoizbowy parlament – Zgromadzenie Narodowe, którego 193 członków wybieranych jest w głosowaniu powszechnym na pięcioletnią kadencję. Główne partie to: Partia Kongresu Malawi (MCP), Zjednoczony Front Demokratyczny (UDF), Przymierze dla Demokracji (AFORD).

## Geografia
Malawi to kraj pozbawiony dostępu do morza. Położony jest w Afryce południowo-wschodniej. Z północy na południe kraju rozciąga się Wielki Rów Zachodni, w obrębie którego znajduje się trzecie co do wielkości jezioro afrykańskie – Niasa, powstałe w wyniku ruchów tektonicznych na obszarze Wielkich Rowów Afrykańskich. Z południowych krańców jeziora wypływa rzeka Shire, będąca dopływem Zambezi. Na wschód i zachód od jeziora Niasa w krajobrazie dominują wysokie płaskowyże. Położona na północy kraju wysoczyzna Nyika sięga 2600 m n.p.m. Na południe od jeziora Niasa rozciąga się wyżyna Shire, która przechodzi w masyw górski Mlandżi, osiągający wysokość 3002 m n.p.m. Klimat Malawi jest podrównikowy na przeważającym obszarze kraju.

### Podział administracyjny
Malawi zostało podzielone na 3 regiony, które składają się z 28 dystryktów.
| - Region Centralny 1 – Dedza 2 – Dowa 3 – Kasungu 4 – Lilongwe 5 – Mchinji 6 – Nkhotakota 7 – Ntcheu 8 – Ntchisi 9 – Salima | - Region Północny 10 – Chitipa 11 – Karonga 12 – Likoma 13 – Mzimba 14 – Nkhata Bay 15 – Rumphi | - Region Południowy 16 – Balaka 17 – Blantyre 18 – Chikwawa 19 – Chiradzulu 20 – Machinga 21 – Mangochi 22 – Mulanje 23 – Mwanza 24 – Nsanje 25 – Thyolo 26 – Phalombe 27 – Zomba 28 – Neno |

## Historia
XX w. p.n.e. – osiedlenie się Buszmenów

XV w. n.e. – powstanie konfederacji plemion pod wodzą Karongi

XVII w. n.e. – kontakty z arabskimi sułtanami

1859-1863 – początki penetracji brytyjskiej

1907 – Malawi staje się kolonią brytyjską

1915 – powstanie antybrytyjskie, zdławione

1944 – pierwsza organizacja polityczna – Afrykański Narodowy Kongres Niasy

1959 – niepokoje wewnętrzne przyczyną delegalizacji ANKN, kontynuatorką stała się Partia Kongresu Malawi

1963 – utworzenie autonomii wewnętrznej Malawi

1964 – niepodległe państwo brytyjskiej Wspólnoty Narodów, członkostwo w ONZ

1966 – utworzenie republiki, na której czele stanął Hastings Kamuzu Banda

1967 – nawiązanie stosunków dyplomatycznych z RPA

1975 – przeniesienie stolicy z Zomby do Lilongwe

1989 – dotknięcie skutkami wojny domowej w Mozambiku

1993 – wprowadzenie systemu wielopartyjnego po referendum

1994 – w wyborach zwyciężył Zjednoczony Front Demokratyczny; przewodniczący partii, E. B. Muluzi, został prezydentem kraju

## Gospodarka
Malawi należy do grona najsłabiej rozwiniętych krajów świata. Gospodarka praktycznie w całości opiera się na rolnictwie, a na obszarach wiejskich mieszka ok. 90% ludności kraju. Na potrzeby własne produkuje się fasolę, ryż, kassawę. Głównym produktem żywnościowym jest kukurydza, której nadwyżki produkcji pozwoliły Malawi wesprzeć w latach 80. dotkniętych klęską suszy sąsiadów. Duże ilości tytoniu i herbaty przeznacza się na eksport. Oprócz złóż boksytów i apatytów Malawi posiada niewiele bogactw mineralnych. Obiekty przemysłowe skupione są wokół miasta Blantyre. RPA i Zimbabwe, dwaj najwięksi partnerzy handlowi Malawi, wprowadziły ułatwienia w obrocie towarowym z tym krajem, znosząc cło na pochodzące z Malawi produkty. Ważną rolę w budżecie Malawi odgrywa pomoc międzynarodowa, zwłaszcza wsparcie finansowe ze strony MFW i Banku Światowego. Rząd Malawi musi stawiać czoła takim wyzwaniom, jak związane z prymitywnymi sposobami gospodarowania wyjałowienie gleby i rozprzestrzeniająca się epidemia AIDS.

## Demografia
Dane można znaleźć w CIA Factbook.
| Grupa etniczna | Język             | Liczebność w tys. | Procent ludności |
| -------------- | ----------------- | ----------------- | ---------------- |
| Chewa          | Język czewa       | 8915              | 46,52%           |
| Tumbuka        | Język tumbuka     | 2773              | 14,47%           |
| Ajao           | Język yao         | 2355              | 12,29%           |
| Ngoni          | Język czewa       | 1993              | 10,4%            |
| Lomwe          | Język lomwe       | 1038              | 5,42%            |
| Sena           | Język sena        | 626               | 3,27%            |
| Tonga          | Język tonga       | 362               | 1,89%            |
| Kokola         | Język kokola      | 324               | 1,69%            |
| Ngonde         | Język ngonde      | 199               | 1,04%            |
| Portugalczycy  | Język portugalski | 18                | 0,09%            |
| Brytyjczycy    | Język angielski   | 11                | 0,06%            |

### Religia
Dane wg Spisu Powszechnego w 2018 roku:
- chrześcijaństwo – 77,3%:
  - protestantyzm:
    - Kościół Prezbiteriański – 14,2%
    - adwentyści dnia siódmego i baptyści – 9,4%
    - zielonoświątkowcy – 7,6%
    - Kościół Anglikański – 2,3%

  - pozostali chrześcijanie – 26,6%
  - katolicyzm – 17,2%
- islam – 13,8%
- niereligijni – 2,1%
- tradycyjne religie plemienne – 1,1%
- buddyzm – 0,03%
- hinduizm – 0,02%
- inne religie – 5,6%.

## Święta państwowe
| Data    | Polska nazwa          | Oryginalna nazwa |
| ------- | --------------------- | ---------------- |
| 6 lipca | Święto Niepodległości | Independence Day |